# Andrea Bruce
Andrea Maureen Bruce (* 10. Juli 1955 im Saint Elizabeth Parish) ist eine ehemalige jamaikanische Hochspringerin, Weitspringerin, Hürdenläuferin und Fünfkämpferin.
1971 gewann sie im Hochsprung Silber bei den Leichtathletik-Zentralamerika- und Karibikmeisterschaften und Bronze bei den Panamerikanischen Spielen in Cali. Bei den Olympischen Spielen 1972 in München wurde sie in derselben Disziplin Neunte.
1973 siegte sie bei den Zentralamerika- und Karibikmeisterschaften im Hochsprung und holte Silber über 100 m Hürden. 1975 verteidigte sie bei den Zentralamerika- und Karibikmeisterschaften ihren Titel im Hochsprung und siegte im Weitsprung. Bei den Panamerikanischen Spielen in Mexiko-Stadt folgten Bronzemedaillen im Hochsprung und im Fünfkampf.
Bei den Olympischen Spielen 1976 in Montreal kam sie im Fünfkampf auf den 15. Platz.
1974 wurde sie US-Meisterin über 400 m Hürden.

## Persönliche Bestleistungen
- Hochsprung: 1,86 m, 15. Oktober 1975, Mexiko-Stadt
- Fünfkampf: 4391 Punkte, 1975